# John S. R. Shad
John S. R. Shad (* 27. Juni 1923 in Brigham City, Utah; † Juli 1994) war ein US-amerikanischer Rechtsanwalt, Politiker der Republikanischen Partei, Wirtschaftsmanager und Diplomat, der zwischen 1981 und 1987 Vorsitzender der US-Börsenaufsichtsbehörde SEC (Securities and Exchange Commission) sowie von 1987 bis 1989 Botschafter in den Niederlanden war.

## Leben
Shad leistete nach dem Schulbesuch während des Zweiten Weltkrieges Militärdienst in der US Navy Reserve und wurde zuletzt zum Lieutenant befördert. Anschließend absolvierte er zunächst ein grundständiges Studium an der University of Southern California, das er 1947 mit einem Bachelor of Science (B.S.) abschloss. Ein darauf folgendes postgraduales Studium im Fach Management an der Harvard Business School beendete er 1949 mit einem Master of Business Administration (MBA).
Nach verschiedenen Tätigkeiten arbeitete Shad von 1955 bis 1957 beim Mischkonzern Textron, ehe er 1957 Mitarbeiter der Shearson, Hammill & Co wurde, einem Unternehmen im Broker- und Investmentbankgeschäft. Nach einem weiteren postgradualen Studium der Rechtswissenschaften an der New York University, das er 1959 mit einem Bachelor of Laws (LL.B.) abschloss, war er zwischen 1960 und 1962 Partner von Shearson, Hammill & Co.
1963 wechselte Shad als Vizepräsident zum in New York City ansässigen Broker- und Investmentbankunternehmen E. F. Hutton & Co und war dort von 1970 bis 1981 Vizepräsident des Aufsichtsrates. Nach dem Amtsantritt von US-Präsident Ronald Reagan wurde er 1981 als Nachfolger von Harold M. Williams zum Vorsitzenden der Securities and Exchange Commission SEC ernannt, der Bankenaufsichtsbehörde der USA. Diese Funktion bekleidete er bis zu seiner Ablösung durch David Sturtevant Ruder 1987. Danach war er als Nachfolger von Paul Bremer vom 24. Juni 1987 bis zum 23. Februar 1989 Botschafter in den Niederlanden. Nachfolger wurde einige Zeit später C. Howard Wilkins, Jr. 1991 engagierte er sich für die Bilderberg-Konferenz.